# Rudawa
Rudawa er en landsby i det sydlige Polen i Województwo małopolskie. Byen ligger ved floden Rudawa.
50°07′22″N 19°42′44″Ø / 50.1228°N 19.7122°Ø
|  | Infoboks uden skabelon Denne artikel har en infoboks dannet af en tabel eller tilsvarende. |